# 田村千恵
田村 千恵（たむら ちえ、12月19日 - ）は、日本の女性声優。東京都出身。

## 人物
以前はプランダスに所属していた。
趣味・特技はイラスト、DIY。

## 出演

### 劇場アニメ
- 機動戦士ガンダム 閃光のハサウェイ（2021年、メッシャー夫人）

### Webアニメ
- TIGER & BUNNY 2（2022年、カルロッタ・リンデル）

### ゲーム
- モンスターハンター：ワールド（2018年、フィールドマスター）
- モンスターハンターワールド：アイスボーン（2019年、フィールドマスター）
- ディビジョン2（2019年、エズラ）

### 吹き替え

#### 映画（吹き替え）
- アイ・スピット・オン・ユア・グレイブ3（リン）
- 愛の行方（レジーナ）
- あの夜、マイアミで
- アルティメット・サイクロン（ダンカンの母〈シャロン・ストーン〉）
- アンシンカブル 襲来（クララ・スタンベリ）
- アンリミテッド（アンジー〈アミラ・ヴァン〉）
- イップ・マン 完結（チョン師匠〈ジョウ・シャオフェイ〉）
- ウィーク・オブ・ウェディング（ロベルタ）
- ウォンテッド ※BSテレ東版
- 海にかかる霧（ドンシク祖母）
- エアポート2015（シンディ）
- エクリプス（ナルシサ）
- S.i.Uロサンゼルス特捜隊（リンダ）
- 王になった男（チョン尚宮）※BSジャパン版
- ガン・ドッグ（テオの母）
- 希望のかなた（ヴィクストロムの妻）
- Chalk It Up
- クリムゾン・ピーク（マリー）
- クレイジー・グッド
- ゲイト・オブ・ザ・サン 〜終わりなき聖戦〜（大臣）
- ゲームメイカー 消えたジグソーパズルと巨大迷路の秘密（社会福祉士）
- サンダーバード55/GoGO（エイレン・ウィクフェン）[2]
- 時間回廊の殺人（巫女）
- 新感染半島 ファイナル・ステージ（ジョンソクの姉〈チャン・ソヨン〉[3]）
- シンプル・フェイバー（マーガレット）
- スカイライン -逆襲-（ドクター・マル〈ローナ・ミトラ〉[4]）
- スリーピング ビューティー/禁断の悦び
- 聖夜の贈り物（金髪ジャニス）
- 世界で一番殺された女（シルヴィアンヌ）
- SEXテープ（ハワード）
- ダウンサイズ（クリステン）
- ダンボ（裕福な女性）
- 追憶の森（メアリーアン）
- でっかくなっちゃった赤い子犬 僕はクリフォード（ペトラ〈シボーン・ファロン・ホーガン〉[5]）
- 天国からの奇跡（アンジェラ）
- 特別捜査 ある死刑囚の慟哭（女史）
- 20センチュリー・ウーマン（ゲイル）
- 透明人間
- トムとジェリー（Mrs.メータ〈ソミ・デ・ソウザ〉）
- ドライヴ（シンディー）※ソフト版
- ニンフ（パウリーナ）
- バーニング・クロス（ナナ）
- バツイチは恋のはじまり（ソランジュ〈ベルナデット・ル・サシェ〉）
- ハドソン川の奇跡（ダイアン・ヒギンズ〈ヴァレリー・マハフェイ〉）※ザ・シネマ版
- ビューティ・インサイド（ウジンの母）
- ビルとテッドの時空旅行 音楽で世界を救え!（ケリー〈クリステン・シャール〉）
- 400デイズ（ダーラ）
- ふたつの名前を持つ少年（看護師）
- ブライトバーン/恐怖の拡散者（ロイス〈エイブラハム・クリンクスケールズ〉）
- ブラックパンサー
- ブリムストーン（サリー）
- ブルーに生まれついて（ヴェラ・ベイカー〈ジャネット＝レイン・グリーン〉）
- Frosting（ウェンティ）
- ペンタゴン・ペーパーズ/最高機密文書（メグ・グリーンフィールド〈キャリー・クーン〉）
- ポーラー 狙われた暗殺者（ドリス）
- 僕のワンダフル・ライフ
- ホット・ボット（マーラ）
- ボン・ボヤージュ 〜家族旅行は大暴走〜（プトン）
- マザーレス・ブルックリン（ギャビー・ホロウィッツ〈チェリー・ジョーンズ〉）
- マダム・フローレンス! 夢見るふたり（ヴァンダービルド夫人）
- メリー・ポピンズ リターンズ（上品な女性）
- ライフ・ゴーズ・オン 彼女たちの選択（秘書）
- ライ麦畑の反逆児 ひとりぼっちのサリンジャー（ドロシー・オールディング〈サラ・ポールソン〉）
- リグレッション（ローズ）
- リメンバー・ミー（ジャニン〈ケイト・バートン〉）
- LOOP/ループ -時に囚われた男-（ファニー）
- レッド・スネイク （司令官〈アミラ・カサール〉[6]）
- レディ・ガイ
- RETRIBUTION（メルセデス）
- ローズの秘密の頁（ケイトリン）
- ロンドン・ヒート（大家）
- 藁にもすがる獣たち（スンジャ〈ユン・ヨジョン〉[7]）

#### ドラマ
- アウトランダー（メイベル）
- アメリカン・ホラー・ストーリー（ドーラ、ヘイゼル・エヴァース、ペンブルク、サリー・ケフラー）
- 凍てつく楽園〜二度死んだ男〜（リンダ・エペラ）
- THE INNOCENTS/イノセンツ
- インスティンクト -異常犯罪捜査- シーズン1 #9（セルマ〈ジェニファー・コーディー〉）
- ウェントワース女子刑務所 シーズン3 - 6（ブリジット、ソーニャ、ルーシー）
- NCIS:LA 〜極秘潜入捜査班（アリソン・コンウェイ）
- カウンターパート/暗躍する分身（デルマ）
- キス・ミー・ファースト（カルメン）
- キャシーのbig C いま私にできること（ナディーン）
- クォーリーと呼ばれた男
- グッド・ドクター 名医の条件（フライデー）
- クラリス #10
- グリーンリーフ シーズン2・3（エスリン 他）
- 荒野のピンカートン探偵社
- コード･ブラック 生と死の間で（グレース・アダムス）
- 師任堂、色の日記（コ・ヘジョン〈パク・ジュンミョン〉[8]）
- ザ・クラウン（クレミー）
- 死霊のはらわた リターンズ シーズン1・2（リンダ）
- スキャンダル 託された秘密 シーズン6・7（ジュリア）
- Zネーション シーズン1 - 4（セリーナ、ルーシー〈中年・老婆〉）
- 大恐竜時代へGO!
- ツイン・ピークス ザ・リターンズ（マージョリー、腕、ドリス・トルーマン）
- デビアスなメイドたち シーズン4（ホセフィーナ）
- トランスペアレント（ジョスリン）
- ナイトシフト 真夜中の救命医 シーズン3・4（サラ）
- 9-1-1: LA救命最前線（パトリシア・クラーク、スー）
- 9-1-1: LONE STAR（グレース・ライダー〈シエラ・マクレーン〉[9]）
- 西海岸捜査ファイル グレイスランド シーズン3（エイヴリー）
- Bitten -わたしを愛した狼- シーズン2（サディ）
- フィアー・ザ・ウォーキング・デッド（アイリーン、ジューン）
- プリズン・ブレイク シーズン5（裁判長）
- ブルックリン・ナイン-ナイン シーズン1 - 3（マデリン・ワンチ〈キーラ・セジウィック〉）
- フレッシュ・アンド・ボーン（イヴァナ）
- HOMELAND シーズン6（ドリット）
- 見えない訪問者 ザ・ウィスパーズ（ベリンングス）
- やってないってば!（清掃係）
- ロシアン・ドール: 謎のタイムループ（ルース）
- ロスト・ガール
- 私はラブ・リーガル シーズン5・6（フリント判事）

#### アニメ
- アバター 伝説の少年アン（ロー、リー、クワン先生）
- アベンジャーズ・アッセンブル（クリムゾン・ウィドゥ / イリーナ・ベロバ）
- おっはよー!アンクル・グランパ（おばあさん、老婦人、エリック）
- スポンジ・ボブ
- くまのアーネストおじさんとセレスティーヌ（チューリップ、緑ネズミ）
- サンタのマジック・クリスタル
- スペース・ドックス（トレルカ）
- ソウル・ステーション/パンデミック
- デンジャー&エッグ 〜なかよし2人のおかしな大冒険〜（貴婦人）
- トゥカ&バーティー（キャロル、レディ・ネザーフィールド、）
- ドーラといっしょに大冒険（おばあちゃんトロル）
- 2分の1の魔法（サテュロスの魔法使い）
- ハイ・ホー7D（お菓子の家の魔女）
- ヒックとドラゴン 聖地への冒険（フレマ）
- ボージャック・ホースマン（シャリー、フェリシティ・ハフマン）
- マーベル スパイダーマン

### ナレーション・ボイスオーバー
- クリスティンの奇妙なお菓子教室（ヴィヴィアン）
- 傾城の雪
- 世界・神秘の道をゆく
- 天才の頭の中〈ビル・ゲイツを解読する〉（クリスティ・ブレイク）
- パーフェクト・スイーツ（リーアン・マンズ）

### 映画
- 猫なんかよんでもこない。
- びったれ!!!